# 汶莱
汶萊達魯薩蘭國，也译作汶萊和平之國，簡稱汶萊或文萊，舊亦稱婆羅乃，是位于婆羅洲北岸的东南亚国家。汶萊是北婆三邦之一，位於南海南岸，整個國土被砂拉越所分割、環繞。1984年1月1日文莱脫離英國和平獨立，1月7日加入東協。汶莱經濟狀況頗佳，石油和天然氣的生產和出口約佔國內生產總值的67%，社會福利之程度與範圍皆非常完善，更以不需要繳稅而聞名。

## 历史

### 早期歷史
汶莱从8世纪开始有人定居，在唐朝史籍中称婆利，明朝史籍中称汶莱，亦有古籍稱之為勃泥或渤泥。
梁時，一位名叫Pinka和他的家人，即Kaundinya，是一名佛教徒。據載他統治了136個區域，用金造皇座，用銀造踏板，用鑽石造皇冠，相传其皇冠有1尺高。他曾經在518年派遣使者去中國，並送了地毯給皇帝。在523年，他也派使者去了其他國家。
在隋代，汶萊国王Hu Lu Na Po和他的家人，即Chiari Ya Ka在616年，他們也派了使者去中國。唐朝時，汶萊国王被认为是很有錢的，在貞觀年間（669年），曾派遣很多使者去中國。
宋朝年間，一個據載叫Hiang Ta的国王，他擁有過百隻船，還有一些士兵。在宋太宗年間，Hiang Ta送了使者去中國，使者團叫阿布阿里，Sheikh Noh和Kadhi Kasim。在北宋元豐年間1082年2月，也曾送過使者去中國。根據傳說，這使者叫Seri Maharaja，他繼承者是Raha Makatunaw和Sang Aji，而這Sang Aji也就是後來蘇丹马合谟沙的祖父了。
1395年明太祖朱元璋所著的《皇明祖訓》提到勃泥為15個不征之國之一。
汶莱长期受中国文化影响，13世纪后伊斯兰化。当代汶莱由渤泥国苏丹马合谟沙和福建移民黄森屏率领的华人势力联合组建而成。明代永樂年間浡泥王麻那惹加那曾經親自率使臣來中國拜見明成祖，不幸病故，葬於南京，即今浡泥国王墓。历史上汶莱王室便奉黄森屏为始祖，至今文莱仍有所谓“黄总兵墓”。
14世纪，文莱伊斯兰教君主国脫離爪哇的控制，在14至16世纪期間一度非常强大，国土包括菲律宾南部以及砂拉越和沙巴；欧洲人的影响使得这一政权走上末路。

### 英國干涉

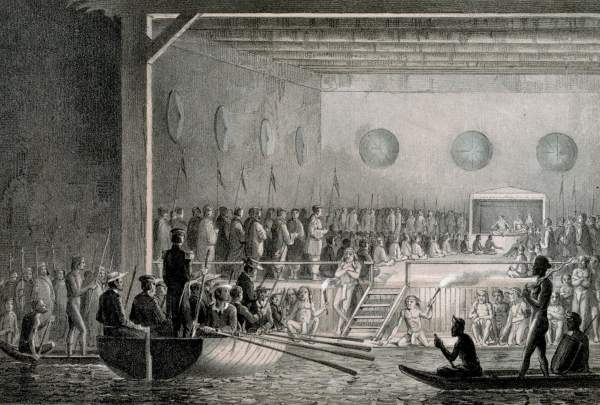
與汶萊蘇丹談判中的英國冒險家詹姆斯·布魯克，促成了1846年簽訂的納閩條約

19世纪中期，英國人開始干涉汶萊的各種事務。1846年，英國以蘇丹王位繼承導致的內部糾紛為理由，入侵汶萊。
1880年代起，汶萊帝國持續衰退。蘇丹將部分領土（今砂拉越）贈與幫助他平亂的詹姆斯·布魯克，並准許他成立砂拉越王國。在那之後，布魯克和他的後繼姪子們多次租借或併吞更多土地。汶萊割讓許多領土給白人拉者布魯克與他的王朝。
為了對抗布魯克家族的入侵，蘇丹哈欣·再如·阿南·阿馬汀尋求英國的協助。1888年9月17日，在休·羅爵士的協商之下，汶萊和英國簽署保護國條約。條約规定「蘇丹不得在未經英國同意下，逕自割讓或租借任何領土給外國勢力」；此條約讓英國實質控制了汶萊的外交，汶萊淪為英國保護國（直到1984年）。然而，當沙拉越於1890年併吞汶萊的班達魯安區時，英國並未做出任何阻止的動作；这是因为英國並不將沙拉越王國視為「外國」勢力，因此保護國條約并不适用。最後的一次併吞導致汶萊剩下現今的小範圍土地，並被分割為兩個部分。

### 日本佔領
1941年12月16日，在珍珠港事件爆發8天後，日本入侵汶萊。日軍從金蘭灣派遣了1萬名士兵的川口支隊於馬來奕登陸。經過6天的戰鬥，日軍佔領了汶萊全境。附近唯一的盟軍部隊為駐紮於砂拉越古晉的英國第15旁遮普軍團。
日軍佔領了汶萊後，立即與蘇丹阿哈默德丹祖汀達成了統治全國的協議。英國代表歐內斯特·艾德格·彭利的前任秘書英切·易卜拉辛被日軍任命為最高行政責任者。日軍原先希望留任彭利，但被彭利所拒絕。彭利與其他留在汶萊的英國人全數被日軍囚禁於古晉的巴都林當收容所。
蘇丹依舊保有其王位，並得到日軍的補助與禮遇。在日佔時期的後半段，蘇丹住在林夢Tantuya，並與日軍少有往來。日軍留用多數馬來人政府官員。汶萊與砂拉越王國還有英屬北婆羅洲一起重新劃分為5個行政區。汶萊被劃為美里州汶萊縣。木村強被認命為縣知事。日本佔領期間，易卜拉辛將許多重要的政府文件藏起來，不讓日軍所用。日軍也將尤拉·哈林和其他許多汶萊人，以南方特別留學生的身分送至日本受訓。
日佔期間，學校教授日語，政府官員被要求學習日語。當地貨幣被改為俗稱香蕉票的馬來亞和婆羅洲軍票。

### 戰後
第二次世界大戰結束後，英國軍事管制區成立。該政府主要由澳洲官員與公務員組成。1946年7月6日軍事管制區政府將政權交還，汶萊議會也於該年恢復。軍事管制區政府撲滅了日軍在戰敗前撤離詩里亞油田時所放的火，並致力於恢復被日軍破壞的當地經濟。
1962年12月8日至17日，与文莱人民党有关联的北加里曼丹国民军发动反对文莱苏丹统治的武装起义，以失败告终。
1971年，汶萊實現内部自治；1984年1月1日，汶萊獲得獨立，但仍然是英联邦成员国。

## 地理

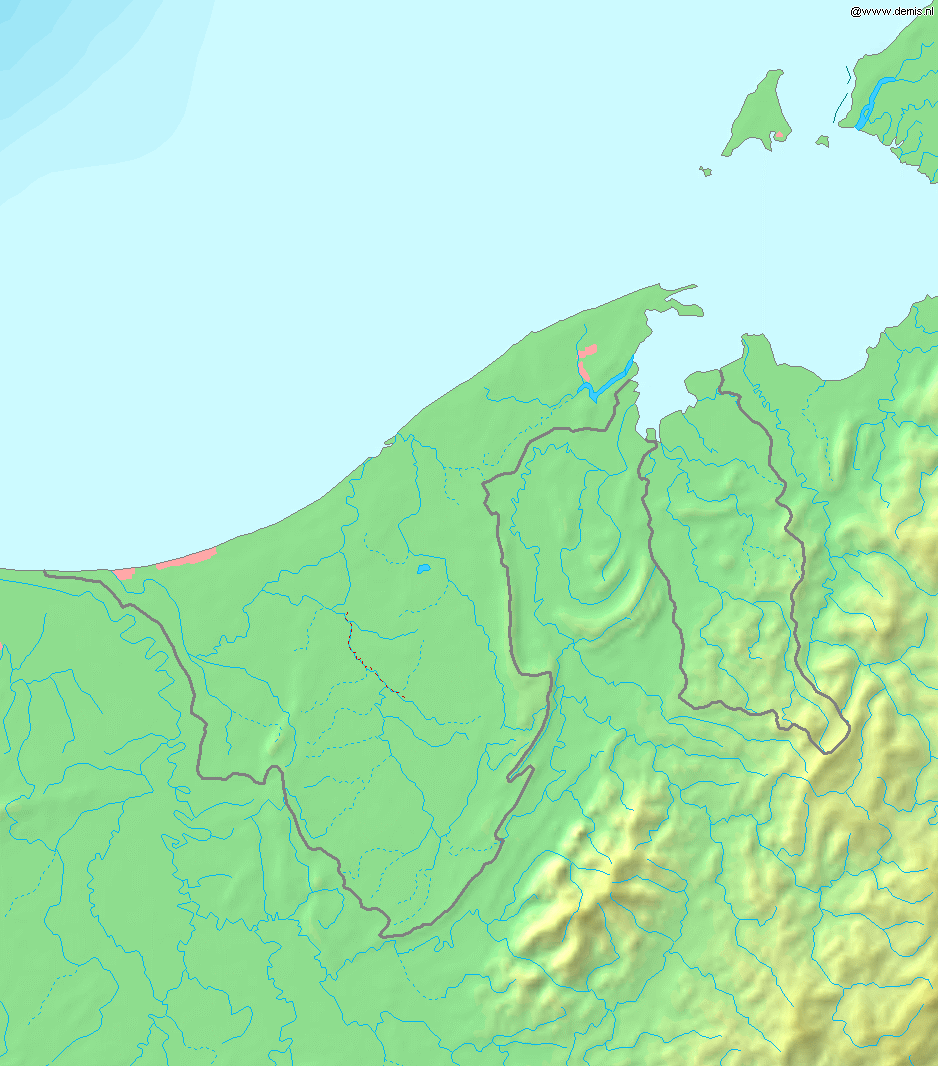
汶萊地图

坐落於全年濕熱的婆羅洲，整片國土遭砂拉越一分為東、西兩部分。以往穿梭兩者之間需經過砂拉越林夢，直至淡武隆大橋於2020年通車後，才將兩者直接連起來。

## 政治

### 政治體制
汶莱的蘇丹，沿襲自14世紀以來世襲的王朝，是國家和政府的領袖和軍隊司令。蘇丹以國家元首身份兼任汶萊首相。全部汶萊立法會立法议员由苏丹任命，没有民选立法机关。
統治國策是馬來伊斯蘭君主制，其内容包括以马来语言、文化和风俗为主体，以伊斯兰教为国教，推广伊斯兰法律与价值观，王权至上，反对政教分离。

### 文莱苏丹
根据文莱宪法，文莱苏丹是文莱国家元首、宗教领袖，统有行政、立法、司法大权。現時蘇丹是第29世，哈吉·哈桑纳尔·博尔基亚，1946年生於汶萊市。王后乃其表妹薩拉赫。1967年两人结婚，萨拉赫生有四女二子，长子比拉赫为王储。1981年再娶米丽亚姆·阿卜杜勒·阿齐兹，生有两子两女。2003年2月，和米丽亚姆离婚并收回米丽亚姆所有封号与头衔。2005年8月20日在马来西亚首都吉隆坡与亞茲麗娜·瑪茲结婚。育有一子一女。2010年6月，两人离婚。

### 蘇丹王室
汶萊王室積極推行王族內部通婚政策，既是為了鞏固馬來人政權以及維持其王室政權的合法性，也是保持其王室血統純正的重要舉措。現任蘇丹博爾基亞的妻子莎麗哈是其表妹，而母親達米特（Damit binti Abdul Rahman）與莎麗哈的爸爸莫哈末·阿南（ ）為兄妹關係；他們的祖父賽義夫汀三世（Omar Ali Saifuddien III）是蘇丹哈欣·再如·阿南·阿馬汀的兒子。換言之，達米特亦是蘇丹賽義夫汀三世的堂姪女。因此可以說，達米特和莎麗哈既是姑姪又是婆媳。

## 行政區域
汶萊國內共分為4個县（daerah）：

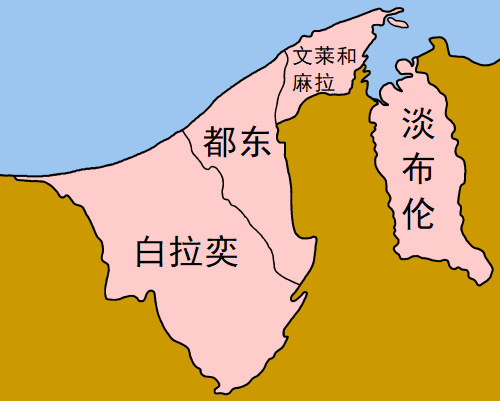
文莱行政区

- 摩拉县為汶萊最小的县，首府斯里巴加灣市（Bandar Seri Begawan；舊稱汶萊城）位於此县境內，面積571平方公里，人口230,030。
- 马来奕县為汶萊最大的县，面積2,724平方公里，人口55,602。
- 淡布隆县與汶萊本土隔著汶萊灣相望的孤立飛地县，面積1,304平方公里，人口8,563。
- 都東县，面積1,166平方公里，人口38,649。

## 经济
原油和天然气是国家的主要支柱，总产值几乎占整个国家國內生產總值90%。在东南亚，石油储量和产量仅次于印度尼西亚，居第2位。文莱是世界上最富有的国家之一，同時也是東南亞最富裕國家之一，但汶萊目前仍被視為開發中國家。
2015年汶萊人均國內生產毛額為30,932美元，國民無須繳交個人所得稅。
2020年文莱人均國內生產毛額为26,089美元。
汶莱投资公司（Brunei Investment Company）在欧美拥有的9家饭店座落于美国、英国、法国和意大利，包括比贝弗利山酒店、伦敦多尔切斯特饭店（The Dorchester）和巴黎雅典娜广场饭店（Plaza Athenee）。

## 宗教

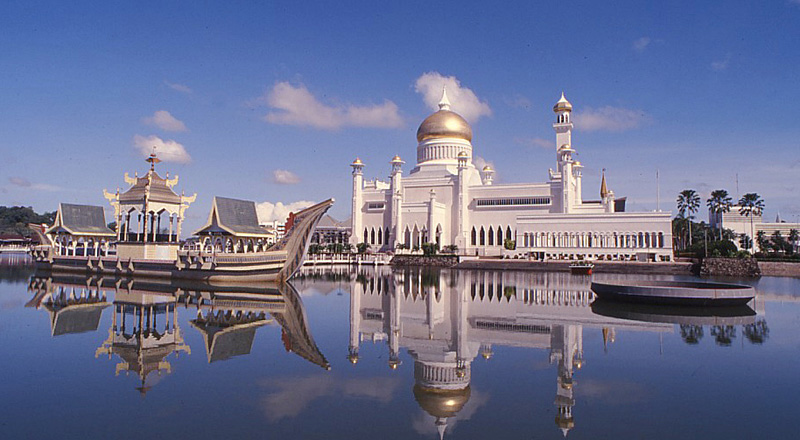
奧馬爾·阿里·賽義夫丁蘇丹清真寺

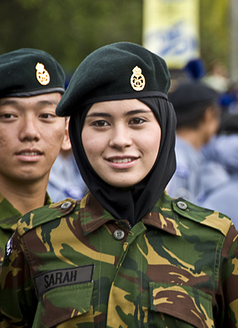
汶萊太子妃薩拉

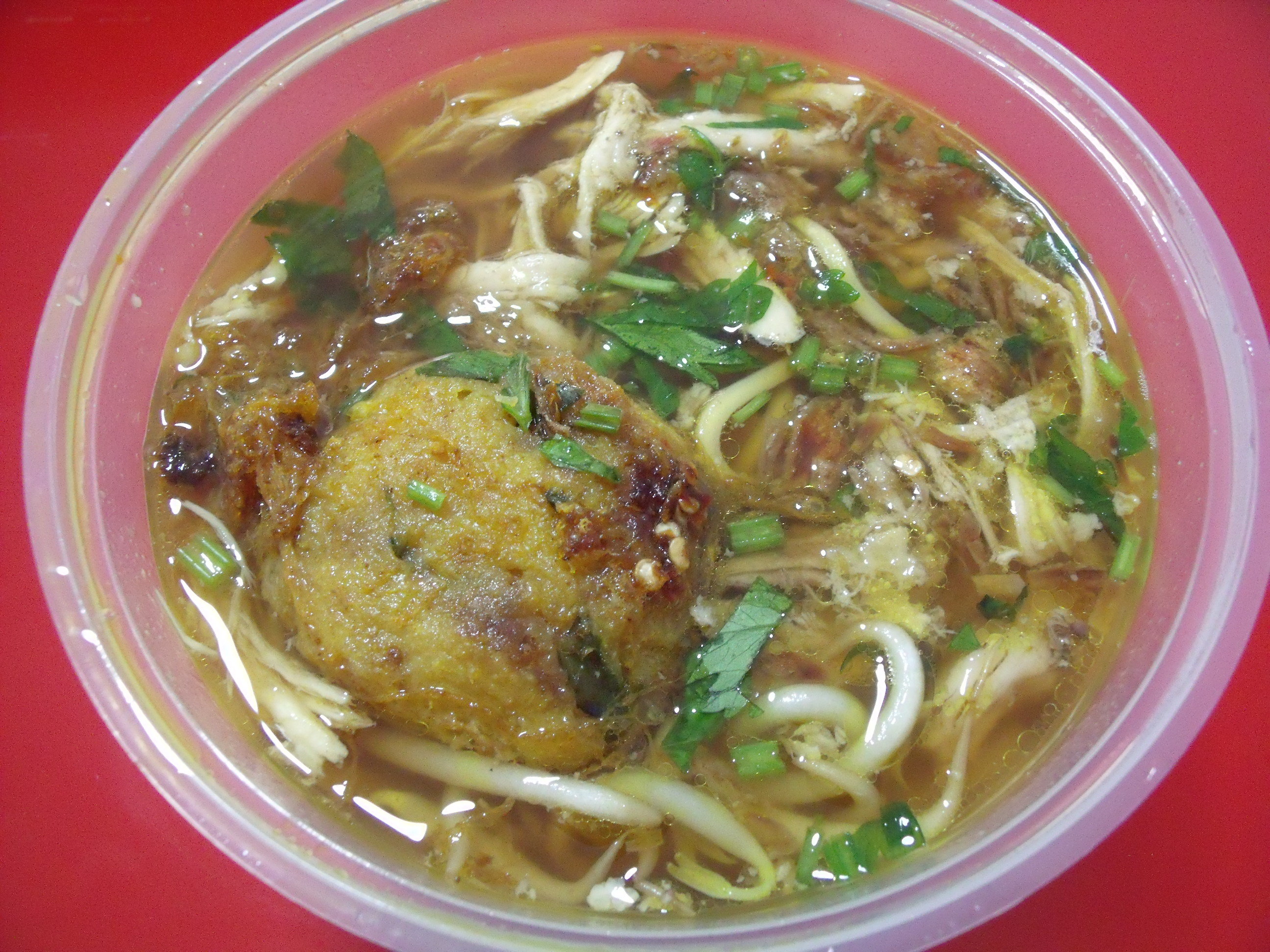
马来鸡汤麵

汶萊國教為伊斯蘭教，苏丹是汶萊伊斯兰教的领袖。穆斯林占人口的81%，佛教徒占7%，基督教徒占7.1%。

## 法律

### 历史
1959年9月29日颁布第一部宪法。1971年和1984年曾进行重大修改。宪法规定，苏丹为国家元首和宗教领袖，拥有全部最高行政权力和颁布法律的权力。设宗教委员会、继承与册封委员会、枢密院、立法院和内阁部长会议协助苏丹理政。
2004年9月，立法院第一届会议审议并通过宪法修正案，内容涉及司法、宗教、民俗等多个方面，共13项内容，包括赋予苏丹无须经立法院同意而自行颁布紧急法令等法令的权利；制定选举法令，让人民参选从政；增加立法院议员人数；伊斯兰教仍为国教，但人民有宗教信仰自由；仍以马来语作为官方语言，英语可作为法庭办案语言等。
从2014年起，文莱引入较严格的伊斯兰法作为新法律体系并逐渐推行。第一阶段在2014年实施，当中涵盖涉及监禁和罚款的犯罪。之后汶莱延迟后面两个阶段的进程，当中涵盖的是以截肢和石刑为刑事的犯罪。2019年4月3日，汶莱发表声明，宣布伊斯兰法律全面施行。由于新修改的法律过于严苛，由其是涉及同性恋、强姦、通姦、近親相姦、鸡奸等行为和侮辱伊斯兰先知皆会处以死刑引起国际社会强烈遣责。5月6日，汶莱迫于压力宣布暂缓对同性恋的处罚。

### 法律制度
汶萊同時採用兩種法律制度，一種以英國法律為根基，另一種則是伊斯蘭司法制度，伊斯蘭法庭一般只處理穆斯林私人與家庭問題，如婚姻、遺產糾紛等。汶莱虽然保留死刑，但是自从1957年以来从未执行过。入境汶莱需要注意以下法规：
- 因是回教國家，汶萊航空機上不會供應酒，境內也沒有夜生活。
- 回教徒女性必將頭、手、膝都遮起來，異性也不得與之握手。
- 在汶萊境內要避談豬與豬肉的問題。
- 入清真寺前須換上過膝黑袍及拖鞋，步行其間不可踩到祈禱地毯，週五聚禮日不開放參觀。
- 攜帶、吸食、販賣、藏匿毒品刑罰最高處以死刑。
- 汶萊為單一國籍國家，倘被查獲持有汶萊以外之他國護照，汶萊國籍將會立即喪失。
- 未在週五的聚礼日禮拜的話，都將遭到罰款或是入監服刑。

2019年4月3日，汶萊宣布修改法律，以实施更严格的伊斯兰法律，修改与新增法律包括：
- 同性恋者将会在“一群穆斯林的见证下”被处以石刑。此前同性恋、雙性戀及跨性別者的最高刑法是10年监禁。
- 犯下窃盗罪者，最高刑法将被砍断手脚。
- 强姦、通姦、近親相姦、鸡奸，侮辱或诽谤伊斯兰先知穆罕默德，皆会处以石刑。
- 堕胎的女性会面临公开鞭刑。
- 傳播伊斯兰教以外的宗教被视为犯罪行为。[21]

## 交通
由於汶莱全民有車和油價便宜的關係，所以巴士、計程車等公共交通數量不多，目前已有DART手機APP叫車服務；汶莱國土較小，交通配套尚算齊全，有高速公路連接國內重要地方，東至斯里巴加灣市西至馬來西亞邊境，國內只有一個機場為汶萊國際機場，機場廣播语言以英语和马来语两種语言廣播，通航10多個國家，航點主要為東南亞、東亞及大洋洲一帶。

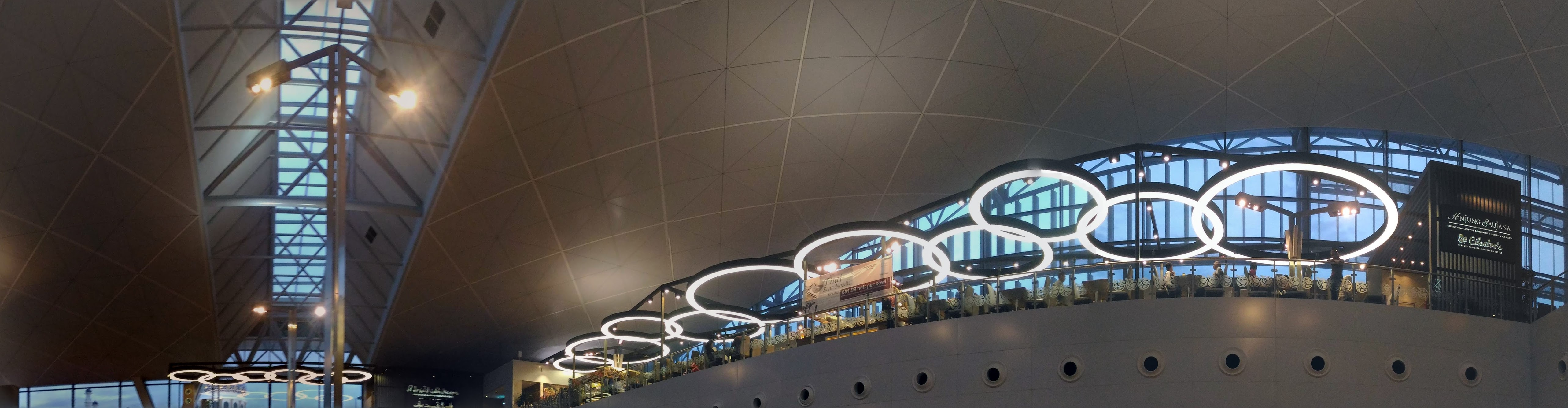
汶萊國際機場入境大廳及上層餐廳區
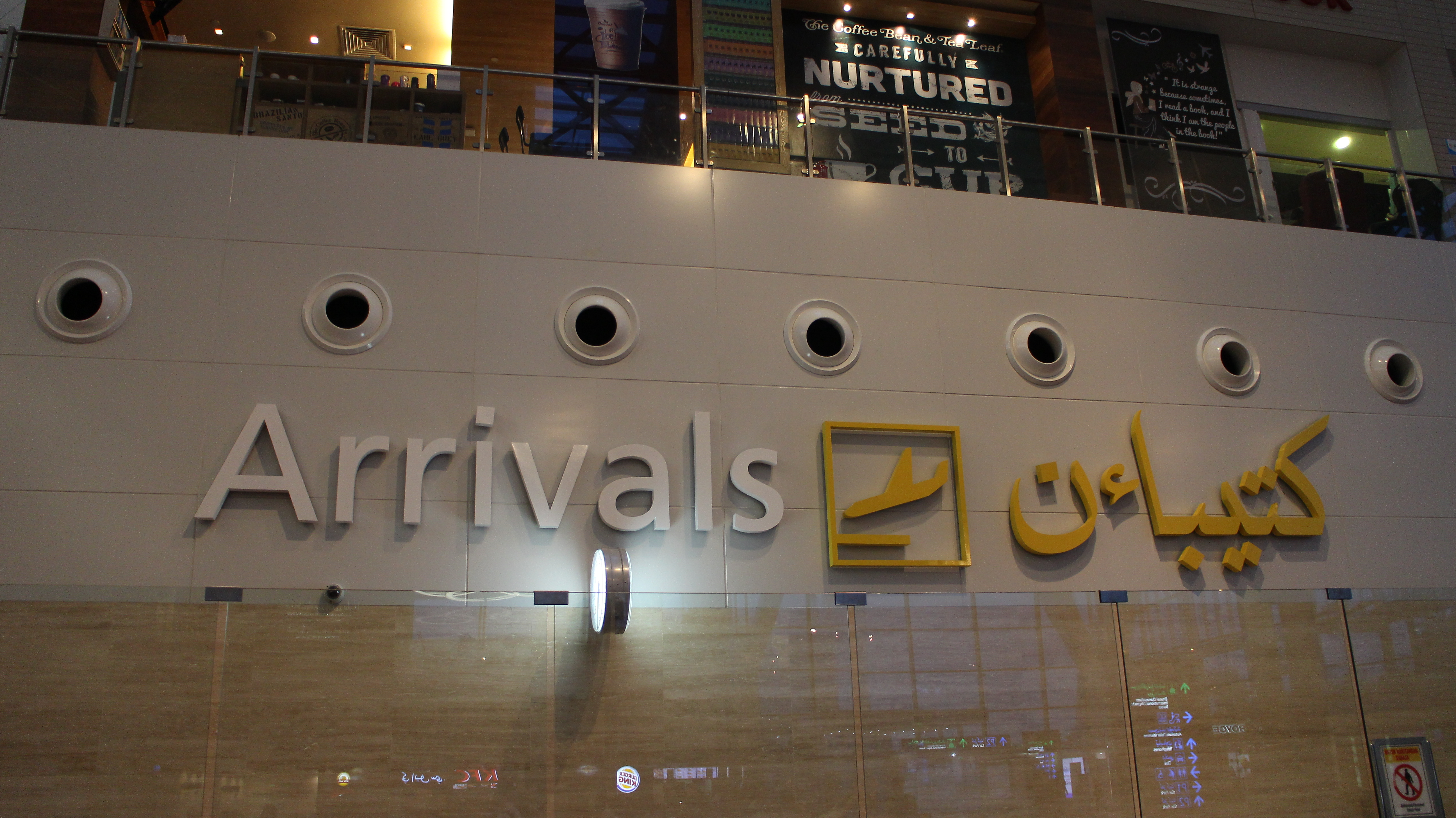
汶萊國際機場入境字樣
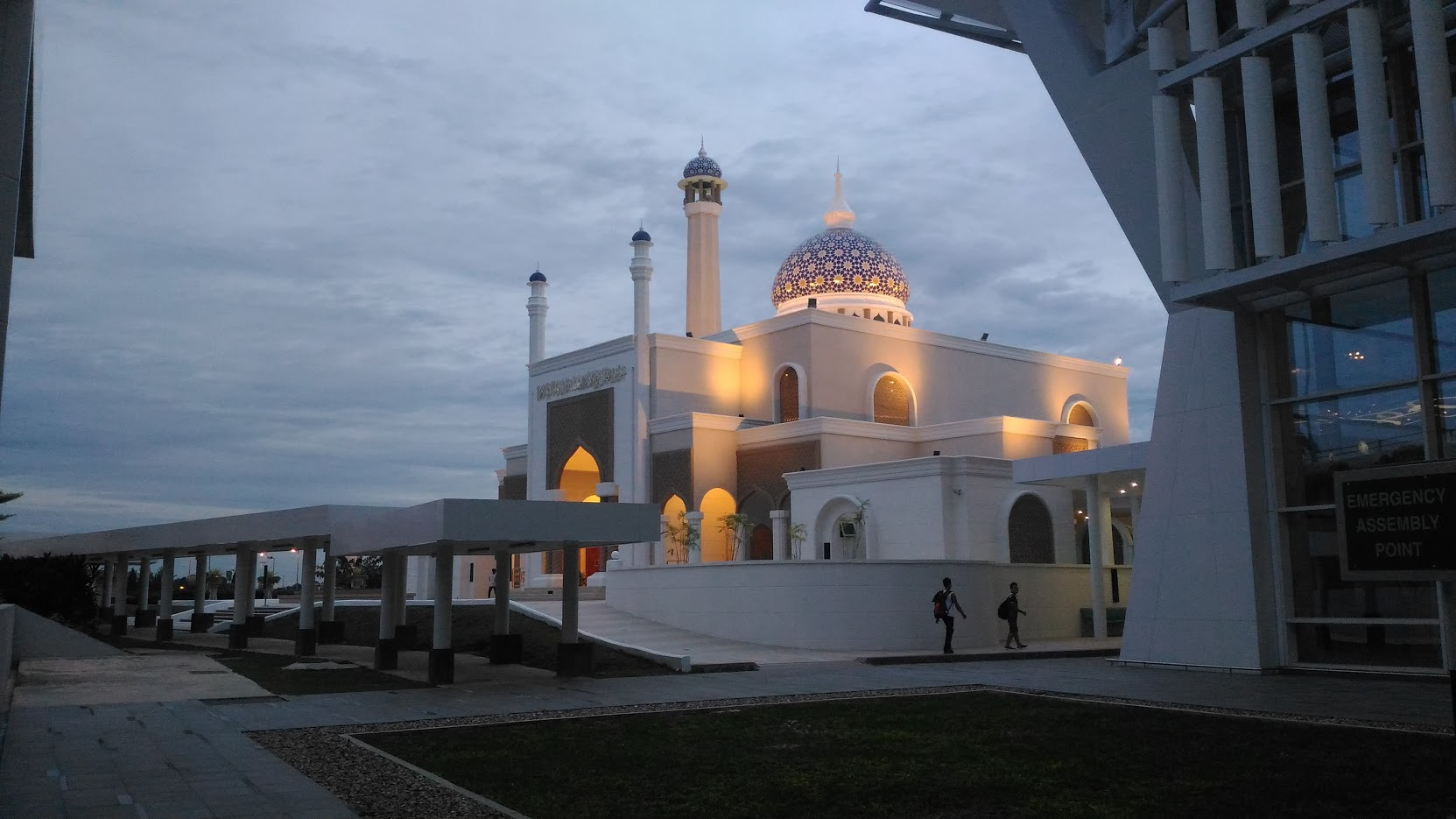
汶萊國際機場外清真寺Airport Mosque

## 軍事
文莱皇家武装部队成立於1961年5月31日。在1965年5月31日，當時被稱為Askar Melayu Brunei；全名為汶萊皇家馬來兵團。到了1984年1月1日的汶萊獨立紀念日，汶萊皇家馬來兵團再次改名為汶萊皇家武裝部隊。
在傳統上，只有汶萊公民的馬來族（原住民）可以爭取在汶萊皇家武裝部隊服役。這些馬來族包括Belait、Bisaya、Brunei、Dusun、Kedayan、Murut及和Tutong等汶萊憲法所界定的人民。兵役不是強制性的，汶萊也沒有任何徵兵制。
汶萊皇家武裝部隊所使用的外國軍事設備範圍廣泛，有很大比例來自英國、法國等歐洲國家及美國。汶萊皇家陸軍是汶萊規模最大的武裝力量，汶萊皇家空軍和汶萊皇家海軍的規模則相對較小。汶萊缺乏軍事打擊或實戰經驗，但最近已積極參與國際性的人道主義與維持和平任務的區域部署行動。汶萊也廣泛與新加坡進行軍事交流。

## 人口
文莱总人口约46万，约2/3为马来人，皆為穆斯林。人口最多的少数民族是華人，约占总人口15%，大多数華人信奉佛教、道教，部分華人为基督徒、穆斯林，文莱華人中又以來自福建金門的閩南人占大多数。其餘12％人口為其他民族，未伊斯蘭化土著佔6％，另外包含印裔汶萊人。
官方语言是马来语。当地人也使用英语和閩南語（汶萊福建話）。因為文莱华人绝大多數是来自于福建和广东的移民及後裔，所以他們之間的母语不是現代標準漢語（華語）而是福建話和客家话。但文莱广播电视台的中文节目时段使用華語播音。
在文字上以使用羅馬字母的馬來文為主。傳統阿拉伯字母書寫的爪夷文也具有相同的官方文字地位，是少數目前仍然通行爪夷文的國家。

## 文化
| 日期         | 名称                                                               |
| ------------ | ------------------------------------------------------------------ |
| 1月1日       | 新年（Tahun Baru）تاهون بارو                                       |
| 农历正月初一 | 華人新年（Tahun Baru Cina）تاهون بارو چينا                         |
| 不定         | 登霄節（Laylat Isra Dan Mi'Raj）ليلة الإسراء و المعراج             |
| 2月23日      | 国庆日（Hari Kebangsaan）هاري کبڠسأن                               |
| 回曆9月      | 斋月第一天（Ramadhan）رمضان يوم اول / رمضان هاري ڤرتام             |
| 不定         | 可蘭經降世日（Laylat Nuzul Al Quran）ليلة أنزل القرآن / ليلة القدر |
| 回曆10月1日  | 開齋節（Hari Raya Puasa / Aidilfitri）عيد الفطر                    |
| 5月31日      | 汶萊親衛隊節                                                       |
| 回曆12月10日 | 哈芝節（Hari Raya Haji / Aidiladha）عيد الاضى                      |
| 回历1月1日   | 伊斯蘭曆新年（Awal Muharram) محرم                                  |
| 7月15日      | 苏丹华诞（Hari Keputeraan Sultan）هاري کڤوترأن سلطان               |
| 回曆3月12日  | 先知穆罕默德誕辰（Maulud Nabi Muhammad SAW）مولد نبي محمد          |

## 領土争议

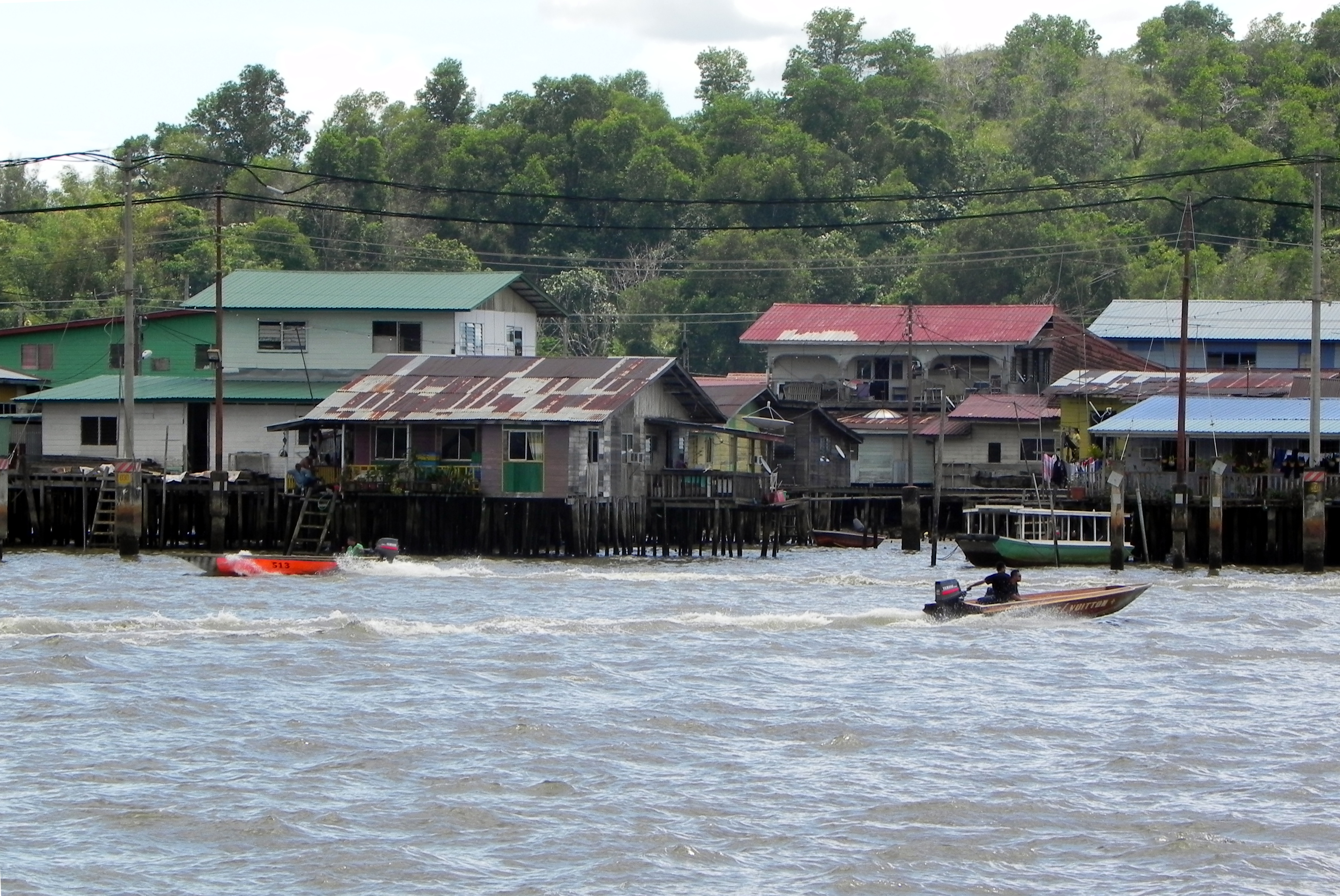
海岸漁村

文莱与邻国馬來西亞砂拉越州存在领土领海争端，包括婆罗洲沿海的深水J和K区块，离陆地80公里，并向外延伸100公里。文莱政府声称J区块和K区块完全位于其专有经济区域（EEZ）内。2002年初，以道达尔公司为首的国际财团被文莱政府授予了文莱深水J区块的勘探许可证，道达尔公司作为该区块的作业者拥有60%的股权。2003年4月，马来西亚的海军巡逻艇驱逐了道达尔公司的勘探船。两国已就解决争议进行过多次协商，但一直未达成任何协议。
目前文莱以200海里专属经济区为由声称拥有约五万平方公里的南沙群岛海域主权，其範圍包括南通礁；而中华人民共和国、中华民国、馬來西亞、越南、菲律賓均宣稱擁有该群岛海域主權。

## 延伸阅读
[在维基数据编辑]
 《欽定古今圖書集成·方輿彙編·邊裔典·婆利部》，出自陈梦雷《古今圖書集成》
 《梁書/卷54》，出自姚思廉《梁書》
 《北史·卷095》，出自李延壽《北史》
 《隋書·卷82》，出自魏徵《隋书》
 《舊唐書·卷197》，出自刘昫《舊唐書》
- 維基媒體的汶莱地圖集 （英文）